# 응옥선 사당

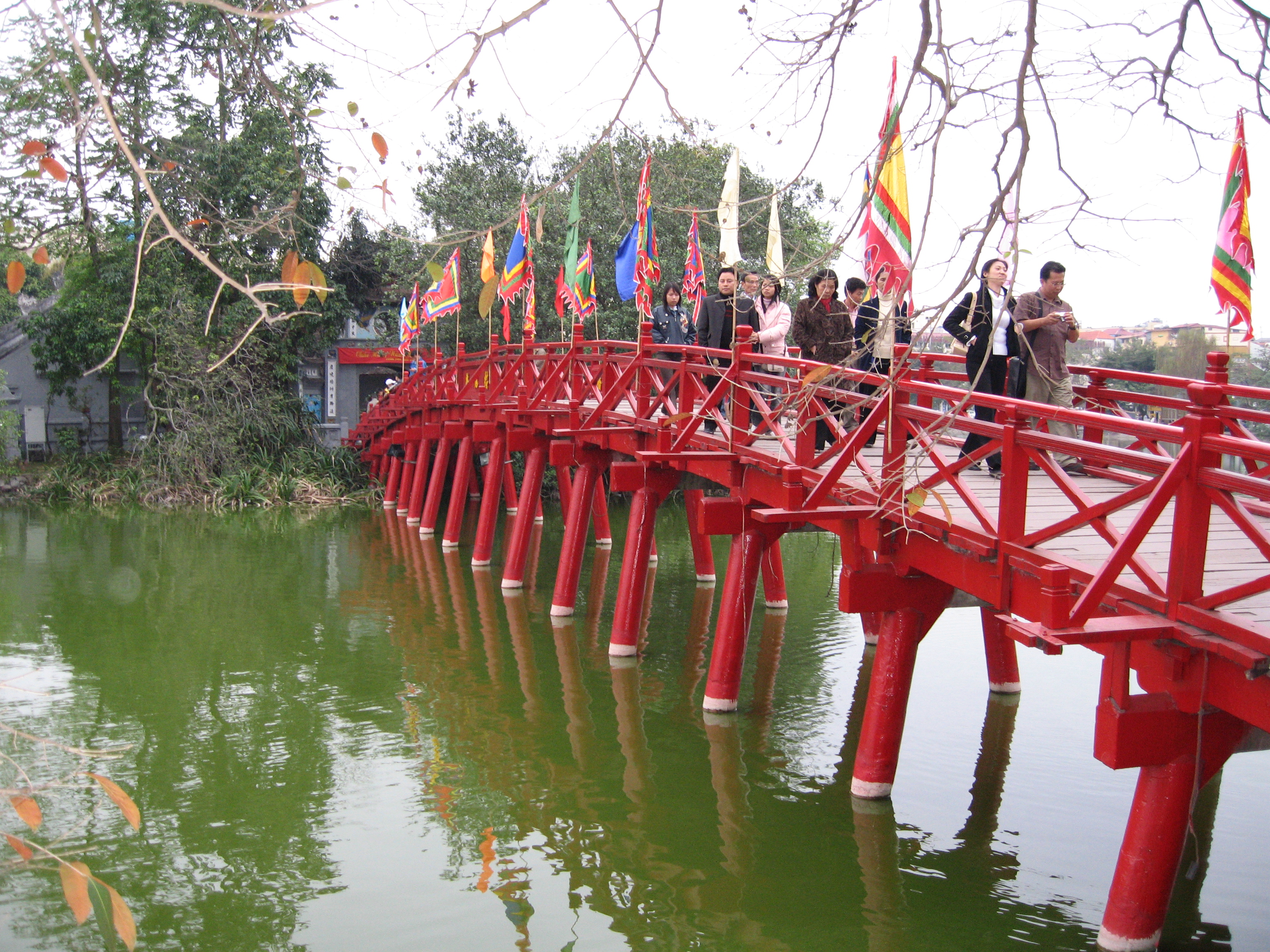
응옥선 사당으로 가는 테훅교

응옥선 사당 혹은 옥산사(베트남어: Đền Ngọc Sơn / 玉山祠)는 베트남 하노이의 호안끼엠호 중앙에 위치한 사당이다.

## 역사
옥산섬이 세워지고, 유교와 도교의 학자들이 국가 영웅인 쩐흥다오에게 헌정한 이 작은 사원은 1865년 확장되었다. 처음에는 응옥선(玉山)이라고 불렸는데, 이후 응옥선 사당으로 바뀌었다. 사원은 문창제군을 주로 모셨고, 13세기 원나라를 물리친 쩐흥다오를 봉헌했다.
원래, 리 태조가 수도를 탕롱으로 옮기면서 사당의 이름이 응옥트엉으로 지었는데, 쩐 왕조가 응옥선으로 명칭을 변경했다.
뭍에서 테훅교(栖旭橋)로 이 섬을 연결한다.
사당 건물에는 붓탑(筆塔), 득월루(得月樓) 등의 건물과 호안끼엠 거북이의 박제가 전시되어 있다.